# Attera orbis terrarum pt.2
Attera Orbis Terrarum Pt.2 es la segunda parte grabada en DVD de sus conciertos, esta vez, en Latinoamérica. Los dos DVD muestran conciertos realizados en Argentina (primer DVD) Y Brasil (segundo DVD) con videos de conciertos dados en otros países como Chile y Guatemala. También muestra videos de Dark Funeral en su primera gira por Norteamérica.

## Canciones

### Argentina (Teatro Flores)
1. "Intro" 01:29
2. "King Antichrist" 04:20
3. "Diabolis Interium" 04:14
4. "Ravenna Strigoi Mortii" 04:16
5. "The Arrival of Satans Empire" 03:47
6. "Open the Gates" 04:10
7. "Vobiscum Satanas" 04:56
8. "666 Voices Inside" 04:36
9. "The Secrets of the Black Arts" 03:58
10. "Attera Totus Sanctus" 05:23
11. "Hail Murder" 05:57
12. "Atrum Regina" 06:01
13. "My Dark Desires" 04:20
14. "An Apprentice of Satan" 07:50

- Filmado con 5 Cámaras
- Dirigido por: Octavio Lovisolo
- Editado por: Magnus Gillberg
- Ingeniero en sonido: Markus Miljand
- Productor de audio: Erik Sjölander y Markus Miljand
- Mezclado por: Erik Sjölander y Örjan Örnkloo en los estudios Wasteland

## Videos filmados en otros países
1. "The Dawn No More Rises" (En vivo en Chicago, 1997) 04:09
2. "Satans Mayhem" (En vivo en Manhattan, 1997) 05:12
3. "The Secrets of the Black Arts" 04:12 (En vivo en Westland, 1999)
4. "Shadows of Transylvania" 03:36 (En vivo en San Bernadino, 2000)
5. "Bloodfrozen" (En vivo en New York , 2000) 04:02
6. "An Apprentice of Satan" 05:32 (En vivo en Hollywood, 2004)
7. "King Antichrist" (En vivo en Los Ángeles, 2007) 05:12
8. "Diabolis Interium" (En vivo en Montreal, 2007)

## Brasil (Teatro Ledslay)
1. "King Antichrist" 07:21
2. "Diablois Interium" 04:27
3. "Ravenna Strigoi Mortii" 03:57
4. "The Arrival of Satans Empire" 03:41
5. "Open the Gates" 04:01
6. "Vobiscum Satanas" 04:09
7. "666 Voices Inside" 04:13
8. "Attera Totus Sanctus" 05:36
9. "The Secrets of the Black Arts" 03:18
10. "Godhate" 04:51
11. "Hail Murder" 05:13
12. "Atrum Regina" 04:48
13. "My Dark Desire" 04:05
14. "An Apprentice of Satan" 07:19

- Filmado con 6 Cámaras
- Dirigido por: Tribe Magazine
- Editado por: Tommy Persson
- Ingeniero en sonido: Markus Miljand
- Productor de audio: Erik Sjölander y Markus Miljand
- Mezclado por: Erik Sjölander y Örjan Örnkloo en los estudios Wasteland

## Videos filmados en otros países
1. "My Dark Desires" (En vivo en Porto Alegro) 04:23
2. "The Arrival of Satans Empire" (En vivo en Santiago) 05:45
3. "Vobiscum Satanas" (En vivo en Guatemala) 05:05
4. "Open the Gates" (En vivo en México) 05:42
5. "Godhate" (En vivo en Campinas) 04:36

## Créditos
- Lord Ahriman - Guitarra principal
- Emperor Magus Caligula - Vocales
- Chaq Mol - Guitarra rítmica
- B - Force - Bajo
- Matte Modin - Batería [2000-2007]

- Datos: Q780798